# Paraprotomyzon niulanjiangensis
Paraprotomyzon niulanjiangensis är en fiskart som beskrevs av Lu, Lu och Mao 2005. Paraprotomyzon niulanjiangensis ingår i släktet Paraprotomyzon och familjen grönlingsfiskar. Inga underarter finns listade i Catalogue of Life.